# Тимофеева, Наталья Сергеевна (художник)
Наталья Сергеевна Тимофеева (род. 25 октября 1981 года, Нелидово, Тверская область) — современная российская художница.
Работает в жанре инсталляции и сайт специфик. Активный участник и популяризатор самоорганизованных художественных объединений. Сооснователь некоммерческой галереи «Электрозавод» (2012—2017), а также галереи «Бомба» (2020-наст. время).

## Биография
Наталья Тимофеева родилась в городе Нелидово Тверской области.
Училась в Российском государственном гуманитарном университете (2000—2005), специальность — востоковед. В 2012 году окончила Школу современного искусства «Свободные Мастерские» при Московском музее современного искусства, в 2014 — Институт проблем современного искусства (ныне: Институт современного искусства Иосифа Бакштейна). С 2005 по настоящее время — соискатель ученой степени кандидата исторических наук, (заочная аспирантура), Факультет истории искусства РГГУ, Москва.
В 2012 году вместе с группой художников (Леонид Ларионов, Дима Филиппов, Владимир Потапов) Наталья Тимофеева открыла некоммерческое выставочное пространство — галерею «Электрозавод» (первоначальное название — «Периметр»). Согласно оценке искусствоведов, галерея «Электрозавод» — это первая и крупнейшая самоорганизованная инициатива занимающихся современным искусством в Москве, начиная с 1990-х годов. За годы в галерее были реализованы проекты таких художников как Ростан Тавасиев, Роман Минаев, Эльдар Ганеев, Сергей Катран, Анна Третьякова, Алек Петук, Иван Новиков, Сергей Прокофьев, Елена Минаева, Денис Мустафин, Вероника Актанова и многих других. На сегодняшний день это одна из старейших некоммерческих самоорганизованных художественных галерей в Москве.
В этот период основная художественная практика Натальи Тимофеевой была связана с деятельностью галереи. Первая персональная выставка «Без названия» (2014, куратор: Дима Филиппов) состоялась там же и была посвящена организации временных пространств. Год спустя состоялась «Без названия 2», которая, ссылаясь на первый проект, стала своеобразной рефлексией на деятельность галереи «Электрозавод». «Галерея стала очень личной частью ментального тела для Наташи: и хранилищем памяти о творческой эволюции, и местом для тотального разговора, и совершенной областью предметов необходимых и достаточных для формирования представлений о локальной полноте и целостности», — пишет искусствовед Ольга Турчина.
В 2018 году Наталья Тимофеева вместе с художницей Анной Третьяковой становится соучредителем Третьяковской премии, некоммерческого художественного проекта, представлявшего собой альтернативную премию в области современного искусства. Особенность премии заключалась в том, что номинировали на нее сами художники, это референс в сторону премии «Соратник», которая на тот момент уже больше не вручалась.
В октябре 2020 года вместе с художниками Александром Баталовым, Дианой Галимзяновой и Анной Третьяковой открывает галерею «Бомба». Галерея является независимой выставочной площадкой и располагается в бывшем бомбоубежище — в подвале Центра творческих индустрий «Фабрика».
В 2021 году участвует в необычном проекте-интервенции художника Андрея Андреева — «Нетипичное объединение таксистов», в рамках которого машины такси на время превращались в небольшие галереи современного искусства, продолжая при этом работать и сажать пассажиров. Андрей Андреев пригласил к участию художников из Москвы и Санкт-Петербурга, которые создали работы, размещавшиеся в салонах. Проект был реализован в Санкт-Петербурге, Белорецке, Магнитогорске, Миассе, Златоусте.
Автор текстов и интервью о современном искусстве.

## Персональные выставки
2023 —  «Без названия № 5». Галерея WhiteTube, ЦТИ Фабрика, Москва. 
2022 — «Без названия: Переведеновский,18». Галерея «Бомба», ЦТИ Фабрика, Москва.
2021 — «Палочка/веревочка», 2021, галерея «Бомба», ЦТИ Фабрика, Москва.
2018 — «Без названия: Гоголевский, 10». Московский музей современного искусства, Москва.
2015 — «Ключевые слова». Галерея Триумф, Москва.
2015 — «Без названия 2». Галерея «Электрозавод», Москва.
2014 — «Без названия». Галерея «Электрозавод», Москва.

## Групповые выставки (выборочно)
2021 — «Формы художественной жизни. Conflict check». Московский музей современного искусства, Москва.
2021 — «Хостел». Antonov Gallery, Санкт-Петербург.
2019 — «Луна в скорпионе». ЦТИ Фабрика, Москва.
2018 — «Фантомный музей». ЦТИ Фабрика, Москва.
2018 — «По краям». Галерея «Триумф» в пространстве ВДНХ.
2018 — «Н.Х.», кураторский проект совместно с Викой Малковой. Галерея XL, Москва.
2017 — «35». ЦТИ Фабрика, Москва.
2016 — «С внутриобъектовым режимом ознакомлены». Галерея XL, Москва.
2016 — «Изжога», Кураторский проект совместно с Викой Малковой. Галерея «Электрозавод», Москва.
2016 — «Только неофициальный язык». В рамках параллельной программы V Московской международной биеннале молодого искусства, ЦСИ «Винзавод», галерея «Триумф», Москва.
2015 — «Ура, скульптура». ЦСИ «Винзавод», Москва.
2014 — «At play» в рамках Student ART PROMM, Арт Плей, Москва.
2013 — «Облако на Фабрике» спецпроект 5-й Московской биеннале. ЦТИ Фабрика, Москва.
2012 — «Обманчивая реальность». ММСИ, Москва.